# Aelia Capitolina

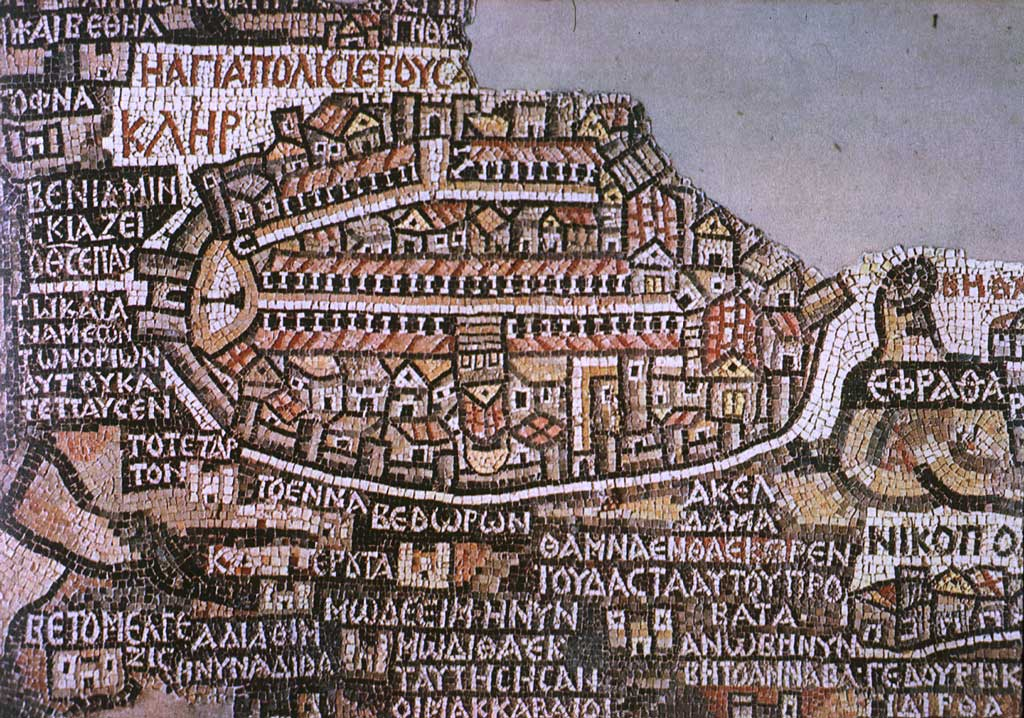
Madabská mapa Jeruzaléma z 6. století s Cardem Maximem, městskou hlavní třídou začínající u dnešní Damašské brány

Aelia Capitolina (plným latinským názvem Colonia Aelia Capitolina) bylo starověké římské město vybudované podle vzoru římských kolonií v roce 131 z rozkazu římského císaře Hadriana na místě zničeného Jeruzaléma, který byl srovnán se zemí po první židovské válce.
„Aelia“ pochází z Hadrianova nomen gentile, rodového jména Aelius, zatímco „Capitolina“ znamenala, že nové město bylo vystavěno na počest boha Jupitera Kapitolského, jehož chrám byl zbudován na místě zbořeného jeruzalémského chrámu. Od latinského jména „Aelia“ se odvozuje původní arabské jméno pro Jeruzalém „Ilija“ (arabsky إلياء).

## Historie

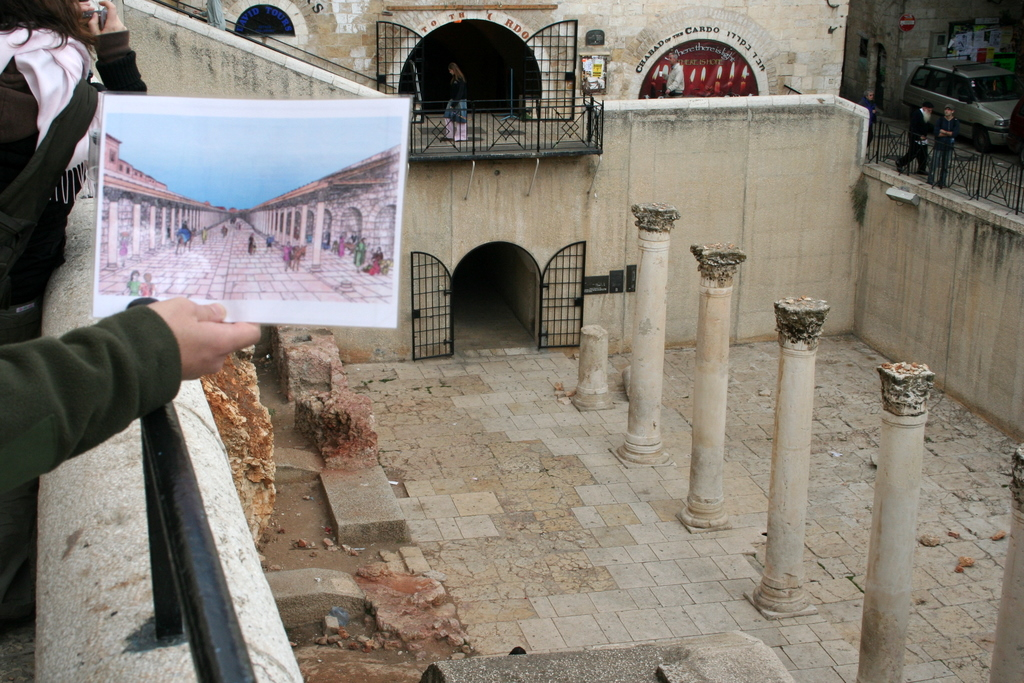
Odkryté a zpřístupněné jeruzalémské cardo (hlavní ulice)

Založení Aelie Capitoliny a především vybudování pohanského chrámu na místě zničeného jeruzalémského chrámu bylo příčinou povstání Bar Kochby, které trvalo mezi lety 132–135. Židům byl zakázán vstup do města a tento zákaz Římané drželi v platnosti až do 4. století (Židům je povolen vstup jen jeden den v roce při dni nářků nad zničením Chrámu). Aelia Capitolina neměla městské hradby, neboť město bylo pod ochranou pevnůstky desáté římské legie. Oddělení od Jeruzaléma, který patrně zabíral celý západní městský kopec, bylo zodpovědno za bránění Židům v návratu do města.

## Rozvržení města
Městský plán Aelie Capitoliny ukazuje, že město bylo typickým římským městem, kde hlavní třída křižovala podélně od jedné strany ke druhé městskou zástavbou.
Původní městská hlavní třída, lemována řadami sloupů a obchodů, byla okolo 73 stop (kolem 22 metrů) široká (což je zhruba stejně jako dnešní šestiproudá dálnice). Hadriánské Cardo Maximus v Aelii Capitolině skončilo někde v oblasti dnešní Davidovy ulice v Jeruzalémě.

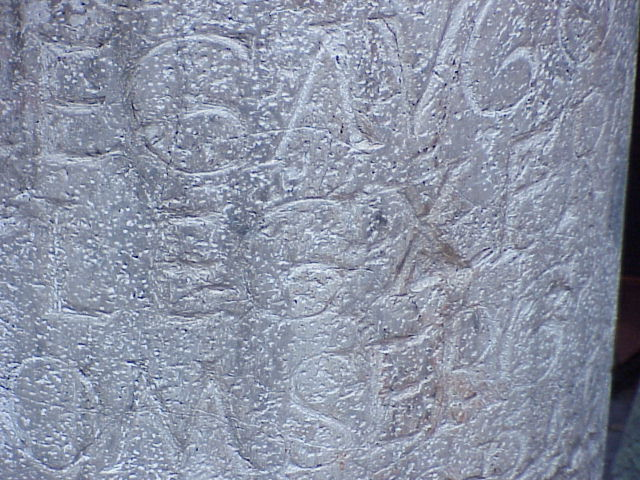
"LEGXF", nápis desáté římské legie v Jeruzalémě